# Mutter Courage und ihre Kinder (1961)
Mutter Courage und ihre Kinder ist die von 1959 bis 1961 geschaffene Aufzeichnung der DEFA einer Inszenierung von Manfred Wekwerth und Peter Palitzsch am Berliner Ensemble nach der Modellinszenierung von Bertolt Brecht und Erich Engel aus dem Jahr 1949.

## Produktion
Mutter Courage und ihre Kinder wurde als Schwarzweißfilm in Totalvision gedreht. Die festliche Uraufführung fand am 10. Februar 1961 in Anwesenheit des Kulturministers der DDR Alexander Abusch sowie weiterer Persönlichkeiten und den Filmschaffenden im Berliner Kino OTL (Oranienburger Tor Lichtspiele) statt. Gleichzeitig hatte der Film, aus Anlass des 63. Geburtstages Bertolt Brechts, in allen 14 Bezirkshauptstädten der DDR Premiere. In der Bundesrepublik wurde der Film erstmals im Oktober 1962 zur Internationalen Filmwoche Mannheim gezeigt. In den übrigen Kinos lief er am 12. März 1965 an und wurde im Juni 1965 von der Evangelischen Filmgilde als Bester Film des Monats empfohlen. Die österreichische Erstaufführung erfolgte im August 1962 in Salzburg.
Die Erstausstrahlung im Fernsehen der DDR erfolgte am 27. März 1973 im 1. Programm.

## Kritik
Henryk Keisch befand in der Tageszeitung Neues Deutschland, dass man in der Inszenierung dieses Films das vollständige und treue Abbild des Theaterstücks, welches kürzlich nach vieljähriger Laufzeit mit unverminderter Wirkung zum 400. Mal im Berliner Ensemble gezeigt wurde, wiederfindet. Dieser Versuch, Theater mit Film zu verbinden ist zwar keine neue Kunstgattung, aber sehr wohl gelungen.
Helmut Ullrich von der Neuen Zeit entdeckte, dass man durch das nahe herangehen der Kamera an die Gesichter vieles sehen konnte, was einem im Theater entging. Es sind die Gesten und Blicke, die man sonst durch den räumlichen Abstand zwischen Bühne und Parkett nicht sehen kann.

## Auszeichnungen
- 1961: Jugendliteraturdiplom beim XIV. Internationalen Filmfestival von Locarno